# Relais 4 × 200 mètres

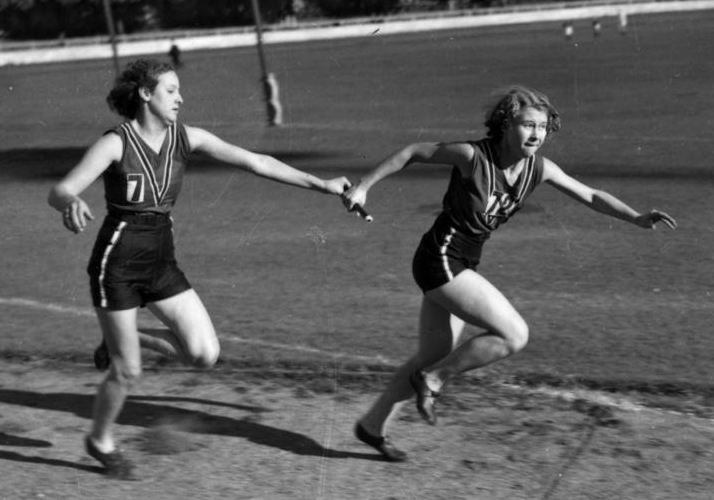
Passage de témoin en 1939 à Brisbane.

Le relais 4 × 200 mètres est une épreuve de relais en athlétisme. Bien qu'elle ait un caractère officiel et que l'établissement de records sur cette épreuve soit dûment reconnu par l'IAAF et par les fédérations concernées, ce relais est assez rarement disputé, sauf au sein des universités américaines. Ce relais n'est disputé ni pendant les Jeux olympiques ni pendant les Championnats du monde d'athlétisme. Depuis 2014, l'épreuve figure au programme des relais mondiaux (4 éditions).
Le premier record du monde reconnu est celui du club « AIK Stockholm » en 1 min 36 s 0, le 13 septembre 1908, le premier temps enregistré étant celui du « Währinger Bicycle Club » de Vienne, en 1 min 48 s 4 (en 1903).
L'actuel record du monde masculin est détenu par la Jamaïque lors des Relais mondiaux de l'IAAF 2014 à Nassau aux Bahamas, qui établit le temps de 1 min 18 s 63 (Nickel Ashmeade, Warren Weir, Jermaine Brown et Yohan Blake).

## Records

### Records du monde
|        | Performance   | Pays       | Athlètes                                                               | Date            | Lieu         |
| ------ | ------------- | ---------- | ---------------------------------------------------------------------- | --------------- | ------------ |
| Hommes | 1 min 18 s 63 | Jamaïque   | Nickel Ashmeade Warren Weir Jermaine Brown Yohan Blake                 | 24 mai 2014     | Nassau       |
| Femmes | 1 min 27 s 46 | États-Unis | LaTasha Jenkins LaTasha Colander-Richardson Nanceen Perry Marion Jones | 29 juillet 2000 | Philadelphie |

|        | Performance   | Pays            | Athlètes                                                                  | Date            | Lieu    |
| ------ | ------------- | --------------- | ------------------------------------------------------------------------- | --------------- | ------- |
| Hommes | 1 min 22 s 11 | Grande-Bretagne | Linford Christie Darren Braithwaite Adeoye Mafe John Regis                | 3 mars 1991     | Glasgow |
| Femmes | 1 min 32 s 41 | Russie          | Yekaterina Kondratyeva Irina Khabarova Yuliya Pechonkina Yuliya Gushchina | 29 janvier 2005 | Glasgow |

### Records continentaux
| Continent                                                 | Hommes (au 1er juin 2024) | Hommes (au 1er juin 2024)                                                | Femmes (au 1er juin 2024) | Femmes (au 1er juin 2024)  |
| Continent                                                 | Temps                     | Pays                                                                     | Temps                     | Pays                       |
| --------------------------------------------------------- | ------------------------- | ------------------------------------------------------------------------ | ------------------------- | -------------------------- |
| Afrique (records)                                         | 1 min 20 s 42             | Afrique du Sud                                                           | 1 min 30 s 52             | Nigeria                    |
| Asie (records)                                            | 1 min 20 s 83             | Chine                                                                    | 1 min 32 s 76             | Chine                      |
| Europe (records)                                          | 1 min 20 s 66             | France ( Christophe Lemaitre, Yannick Fonsat , Ben Bassaw , Ken Romain ) | 1 min 28 s 15             | Allemagne de l'Est         |
| Amérique du Nord, Amérique centrale et Caraïbes (records) | 1 min 18 s 63 (WR)        | Jamaïque                                                                 | 1 min 27 s 46 (WR)        | États-Unis                 |
| Océanie (records)                                         | 1 min 23 s 04             | Australie                                                                | 1 min 32 s 6              | Australie Nouvelle-Zélande |
| Amérique du Sud (records)                                 | 1 min 24 s 42             | Guyana                                                                   | 1 min 35 s 91             | Équateur                   |